# Кальета (Азорские острова)
Кальета (порт. Calheta) — населённый пункт и муниципалитет в Португалии, входит в округ Азорские острова. Расположен на острове Сан-Жоржи. 
Население составляет 3972 человека на 2004 год. Занимает площадь 126,51 км².
Покровителем города считается Екатерина Александрийская (порт. Catarina de Alexandria).
Праздник города — 25 ноября.

## История
Город основан в 1534 году.

## Демография
| Численность населения муниципалитета по годам | Численность населения муниципалитета по годам | Численность населения муниципалитета по годам | Численность населения муниципалитета по годам | Численность населения муниципалитета по годам | Численность населения муниципалитета по годам | Численность населения муниципалитета по годам | Численность населения муниципалитета по годам |
| --------------------------------------------- | --------------------------------------------- | --------------------------------------------- | --------------------------------------------- | --------------------------------------------- | --------------------------------------------- | --------------------------------------------- | --------------------------------------------- |
| 1849                                          | 1900                                          | 1930                                          | 1960                                          | 1981                                          | 1991                                          | 2001                                          | 2004                                          |
| 4753                                          | 7669                                          | 6652                                          | 7429                                          | 4434                                          | 4512                                          | 4069                                          | 3972                                          |

## Состав муниципалитета
В муниципалитет входят следующие районы:
1. Кальета
2. Норте-Пекену
3. Рибейра-Сека
4. Санту-Антан
5. Вила-ду-Топу

## Галерея
- Церковь